# Waikatofloden
Waikatofloden är Nya Zeelands längsta flod, den är 425 km lång och rinner från Ruapehus östra sida och går ihop med Tongarirofloden innan den rinner ut i landets största sjö Tauposjön. Älven fortsätter åt norr och nordväst och når Tasmanhavet vid Port Waikato. Namnet Waikato kommer från Maori och betyder rinnande vatten.
Den största bifloden är Waipa som flyter ihop i Ngaruawahia.

## Ekologi
Waikatofloden och sjöarna däromkring innehåller åtminstone 21 naturliga och 10 inplanterade fiskarter . 

## Miljö
Hela floden administreras av Enviromental Waikato i Hamilton. Floden har för närvarande flera stora miljöproblem.
Flodens stora avrinningsområde består av mycket bördig jordbruksmark som förorenar grundvattnet och floden., spridning av gödsel anses vara huvudorsaken till denna förorening.
Avverkningen av den naturliga vegetationen för att få mer jordbruksmark har gjort att lös jord eroderat ut i floden.
Ett annat stort problem är arsenik. På vissa platser finns det 0,035 gram per kubikmeter , vilket vida överstiger Världshälsoorganisationens gränsvärde på 0,01 gram per kubikmeter.